# Машеров, Павел Миронович
Павел Миронович Машеров (19 мая 1914, Ширки, Могилёвская губерния — 10 марта 1988, Минск) — генерал-майор Советской Армии, участник Великой Отечественной войны.

## Биография
Павел Машеров родился 19 мая 1914 года в деревне Шильки (ныне — Сенненский район Витебской области Беларуси). Окончил Витебский педагогический институт.
В июле 1941 года призван на службу в Рабоче-крестьянскую Красную Армию. В годы Великой Отечественной войны служил агитатором политотдела 8-й гвардейской воздушно-десантной дивизии. Лично участвовал в боях.

Могила Машерова на Восточном кладбище Минска.

После окончания войны продолжил службу в Советской Армии, сначала в Политическом управлении Группы советских оккупационных войск в Австрии, затем в Белорусском военном округе. Дослужился до звания генерал-майора и должности начальника политотдела штаба Белорусского военного округа. 
В 1977—1984 годах руководил Республиканским Домом ДОСААФ Белорусской ССР.
Умер 10 марта 1988 года. Похоронен на Восточном кладбище Минска.
Награждён тремя орденами Отечественной войны 1-й степени, двумя орденами Красной Звезды и рядом медалей.
Брат — видный белорусский партийный и государственный деятель Пётр Миронович Машеров.